# 100 mètres brasse masculin aux Jeux olympiques d'été de 2016
Navigation
Londres 2012 Tokyo 2020
Les épreuves du 100 mètres brasse masculin des Jeux olympiques d'été de 2016 se déroulent du 6 août au 7 août au Centre aquatique olympique de Rio de Janeiro.

## Résultats

### Finale (7 août au soir)
| Rang                                | Couloir | Nationalité           | Noms            | Temps   | Notes |
| ----------------------------------- | ------- | --------------------- | --------------- | ------- | ----- |
| Médaille d'or, Jeux olympiques      | 4       | Adam Peaty            | Grande-Bretagne | 57 s 13 | RM    |
| Médaille d'argent, Jeux olympiques  | 3       | Cameron van der Burgh | Afrique du Sud  | 58 s 69 |       |
| Médaille de bronze, Jeux olympiques | 5       | Cody Miller           | États-Unis      | 58 s 87 |       |
| 4                                   | 2       | Kevin Cordes          | États-Unis      | 59 s 22 |       |
| 5                                   | 1       | João Gomes Júnior     | Brésil          | 59 s 31 |       |
| 6                                   | 6       | Yasuhiro Koseki       | Japon           | 59 s 37 |       |
| 7                                   | 7       | Felipe França Silva   | Brésil          | 59 s 38 |       |
| 8                                   | 8       | Dmitriy Balandin      | Kazakhstan      | 59 s 85 |       |